# Зимовий ранок (фільм)
«Зимовий ранок» (рос. «Зимнее утро») — російський радянський художній фільм режисера Миколи Лебедєва знятий в 1967 році за мотивами повісті Тамари Цінберг «Сьома симфонія».

## Зміст
Події розгортаються в блокадному Ленінграді. Дівчинка Катя рятує маленького хлопчика. Вона піклується про нього, намагаючись уберегти його у цей жахливий час. Вона знайомиться з капітаном Вороновим, який намагається знайти свою зниклу родину. Він віддає Каті продукти, які призначалися його рідним. У лікарню, де Катя допомагає з пораненими, був доставлений і Воронов. За збігом обставин капітан розуміє, що хлопчик, знайдений Катею, і є його син.

## Ролі
- Таня Солдатенкова — Катя
- Костя Корнаков — Сережа (Митя)
- Микола Тимофеєв — Воронов
- Віра Кузнецова — тітка Таня
- Лілія Гурова — Воронова
- Любов Малиновська — лікар
- Микола Кузьмін — Трофимов
- Любов Віролайнен — онука

## Знімальна група
- Режисер: Микола Лебедєв
- Автор сценарію: Сократ Кара-Демура
- Оператор: Семен Іванов
- Художник: Олексій Федотов
- Композитор: Володимир Маклаков

## Премії
- «Золотий приз» найкращому дитячому фільму на VI МКФ у Москві (1969)
- Приз «За найдобріший фільм» на II МКФ дитячих фільмів (в рамках VI МКФ) у Москві (1969)

## Відмінності від книги
Сюжет книги помітно відрізняється від екранізації. У фільмі мати Миті-Сергійка домовляється про евакуацію разом з дитиною, але гине під час артилерійського обстрілу по дорозі додому. У книзі, дізнавшись, що дітей молодше трьох років на евакуацію не беруть (нібито тому, що таких все одно не довезти), мати кидає хлопчика одного в порожній квартирі і, йдучи, каже сусідці, що Митя помер. Згодом саме від сусідки про уявної смерті сина дізнається і Воронов, а ще пізніше, вже в лікарні, він одержує листа від дружини, в якому та просить не шукати її, оскільки вона зустріла іншу людину. У фільмі Воронов дізнає сина, у той час як у книзі це так і залишається для нього невідомим. Вже після війни він повертається до дітей, але коли в кінці оповідання Катя зізнається Воронову, що Сережа їй не рідний, той відповідає: «Що вже тут рахуватися, всіх війна поріднила».